# Джонатан, Джозеф Леабуа
Джозеф Леабуа Джонатан Молапо (англ. Joseph Leabua Jonathan Molapo; 30 октября 1914, Хлоце, Басутоленд — 5 апреля 1987, Претория, ЮАР) — государственный деятель Лесото, премьер-министр Лесото (1965—1986).

## Биография
Был правнуком короля Мошвешве I, внуком вождя Молапо и сыном его сына Джонатана Молапо от наложницы. После шестого класса бросил школы и работал шахтером в Южной Африке. По возвращении на родину в 1937 году начал работу в местной администрации. Вскоре стал интересоваться политикой и стал советником регентши Мантсейбо и через неё пришел к католической вере. Входил в состав делегации на переговорах в Лондоне по вопросу предоставления самоуправления Басутоленду. Разработал альтернативу политике Африканского конгресса Басутоленда, соответствовавшую интересам традиционной системы управления и католической церкви. 
В 1959 году создал Национальную партию Басутоленда (BNP), которая, впрочем, не добилась значимых успехов на выборах 1960 года.

## Премьер-министр (1965—1986)
На июльских выборах 1965 года его партия одержала победу и он занял пост премьер-министра. После обретения Лесото независимости (1966) и борьбы за власть с королём Мошвешве II получил широкие административные полномочия. После поражения BNP на парламентских выборах 1970 г. отказался признать их итоги, ввел чрезвычайное положение, приостановил действие конституции и бросил в тюрьму лидеров оппозиции.
Король Мошвешве II был сначала помещён под домашний арест, а затем был вынужден отправиться в изгнание в Нидерланды и Великобританию. Изначально поддерживал режим апартеида в ЮАР, как вследствие экономической зависимости, так и потому что представители Африканского национального конгресса (АНК) и его союзников поддерживали оппозиционные силы Лесото во главе с Нтсу Мохеле. 
27 и 28 января 1970 года в Лесото прошли первые с момента обретения независимости всеобщие выборы, на которых победила оппозиционная «Партии Конгресса Басутоленда» (ПКБ), но, не объявляя результатов, 20 января правящая партия BNP осуществила государственный переворот, объявив чрезвычайное положение, отменив выборы, распустив парламент и приостановив действие конституции. Введя режим авторитарной власти, Джонатан подавил попытку государственного переворота 1974 года и умело манипулировал оппозицией, внеся раскол в ряды своих противников из «Партии Конгресса Басутоленда» между Нтсу Мохеле и Коньямой Чакелой.
С конца 1970-х гг. политик выступил с открытой критикой политики апартеида в ЮАР и в поддержку АНК. Одновременно он обвинил руководство Южной Африки в поддержке повстанческой Освободительной армии Лесото, вооружённого крыла ПКБ. В результате южноафриканские коммандос вторглись в Лесото, что привело к массовым жертвам среди мирного населения. В ответ глава правительства Лесото установил дипломатические отношения со странами социалистического лагеря, что вызвало недовольство консервативных кругов BNP и военных.
В 1985 году он объявил дату парламентских выборов, не проводившихся почти два десятилетия, однако оппозиция их бойкотировала. В результате глава правительства провозгласил победу своей партии без проведения голосования. В ответ ЮАР усилила давления не его режим, введя эмбарго на поставку товаров на рубеже 1985/1986 гг.

## Переворот 1986 года и смещение правительства Джонатана
20 января 1986 года в стране произошел удачный военный переворот во главе с генерал-майором Джастином Лекханья. В августе 1986 г. бывший премьер был помещен под домашний арест, а в следующем году скончался от рака желудка.